# 민족해방
민족해방(民族解放, 영어: national liberation)은 마르크스주의 이론 중 하나이며, 특히 블라디미르 레닌을 비롯한 반제국주의를 지지하는 사람들이 옹호하였고, 특히 제국주의 나라들의 식민지 지배로부터의 자유를 옹호했기 때문에 아시아의 공산주의 운동이나 쿠바 혁명 때 주로 강조된 이론이었다. 민족 해방은 부르주아적인 민족주의 관점보다 국제 공산주의적 관점에서 마르크스주의자들에 의해 많이 이용되었다. 레닌과 러시아의 볼셰비키 정부는 모든 인간들이 자기 결정의 권리가 있음을 선언했다. 레닌은 민족주의에 비판적이었지만, 민족 해방의 이유는 쇼비니즘의 문제가 아니라 급진적 민주주의를 위한 것 이라고 주장했다.

## 같이 보기
- 민족해방파(자주파, NL)
- 반민족주의